# Philippe Jamet
Pour les articles homonymes, voir Jamet.
Ne doit pas être confondu avec Philippe Jamet (ingénieur).
Philippe Jamet, né le 29 octobre 1962 à Paris,, est un chorégraphe et vidéaste français.

## Biographie
Après avoir reçu une formation d'éducateur de jeune enfant, Philippe Jamet commence tardivement, à vingt ans, une formation de danseur classique à Paris puis part travailler au Studio Merce Cunningham à New York avant d'entrer au Centre national de danse d'Angers,. Il est interprète dans les compagnies de Santiago Sempere et Hervé Diasnas. Il devient chorégraphe en créant le groupe Clara Scotch en 1989. En 1995, Philippe Jamet devient artiste associé au Théâtre du Merlan scène nationale de Marseille puis durant sa carrière à la Ferme du Buisson, scène nationale de Marne-la-Vallée, à l'Espace Malraux scène nationale de Chambéry, à la Maison des Métallos à Paris et à la Maison de la Culture de Bourges.
Son travail présente depuis 1999, un peu partout dans le monde de Rio de Janeiro à Marrakech en passant par Hô-Chi-Minh-Ville, ses « parcours-installations, spectacles. Le projet Portraits dansés qu'il a créé en 1999 lui a donné une reconnaissance internationale. En 2011, après douze ans, ce travail systématique qu'il a effectué auprès d'environ 2 000 personnes ordinaires issues de plus de quinze pays — et récemment d'une poignée de chorégraphes occidentaux réputés — est mis en forme dans une somme de « 500 portraits dansés ».
En 2014, il réalise le film Les Métiers du musée, une commande du Centre Georges-Pompidou,,
Il a été conseiller artistique du journal I/O Gazette dédié aux festivals de théâtre et de danse dans le monde. Depuis 2019, il commence un nouveau cycle dans son travail, ré-interrogeant son rapport à l’art et enseigne sous forme d’ateliers le yoga et la danse.

## Principales créations
- 1990 : Passage du désir
- 1991 : L'Échiquier en fuite
- 1992 : Luna
- 1993 : Je réfléchis
- 1994 : Traces
- 1995 : Je t'aime toi
- 1996 : Faux-Départ
- 1997 : Ce que nous pouvons dire
- 1998 : Petites suites de sentiments aléatoires et troublants
- 1999 : Portraits dansés « France »
- 2002 : Portraits dansés « Le tour du monde »
- 2003 : Si loin si proche
- 2004 : Intimidades
- 2005 : Ritual do cotidiano
- 2007 : La Saveur de l'autre
- 2009 : L'Europe à Paris
- 2010 : Portraits dansés « Rétrospective[8] »
- 2011 : Qui êtes-vous ?
- 2013 : Travail ![3]
- 2015 : Tubes ![2]
- 2016 : Avant le ciel
- 2018 : C'est ici que nous vivons
- 2022 : Dans ma maison vous viendrez#1
- 2023 : Dans ma maison vous viendrez#2
- 2024 : Dans ma maison vous viendrez#3
- 2025 : Dans ma maison vous viendrez#4